# Servicio internacional de latitud
El Servicio Internacional de Latitud fue una red de observatorios situados sobre la misma latitud cuya función era registrar mediante observaciones astronómicas la oscilación periódica del eje terrestre causante del movimiento de los polos.
El Servicio Internacional de Latitud comenzó a funcionar en 1899 y constó inicialmente con seis observatorios situados todos aproximadamente en la latitud 39°08' N. Las ubicaciones de estos observatorios fueron:
- Gaithersburg, Maryland, EE. UU.
- Cincinnati, Ohio, EE. UU.
- Ukiah, California, EE. UU.
- Mizusawa, Iwate, Japón
- Charjui, Turkmenistán
- Carloforte, Italy

Con los años los observatorios fueron variando. El observatorio de Charjui dejó de tomar datos en 1919 y trasladado a Kitab, Uzbekistán en 1927 donde comenzaron nuevamente las observaciones.. El observatorio de Cincinnati se cerró en 1916 por razones económicas. El de Gaithersburg se cerró en 1915 pero luego fue reabierto. Todo esto llevó a la necesidad de expandir la red de observatorios y se añadieron observatorios en el hemisferio sur situados en Bayswater, Australia y  Oncativo, Argentina. Este último luego fue trasladado al Observatorio Astronómico de La Plata.
En el año 1988 el sistema de observatorios fue desarmado debido a que resultaba obsoleto. A partir de esa fecha el estudio de las oscilaciones del eje terrestre se realiza mediante técnicas geodésicas espaciales, como DORIS o GPS.